# 茶草場農法

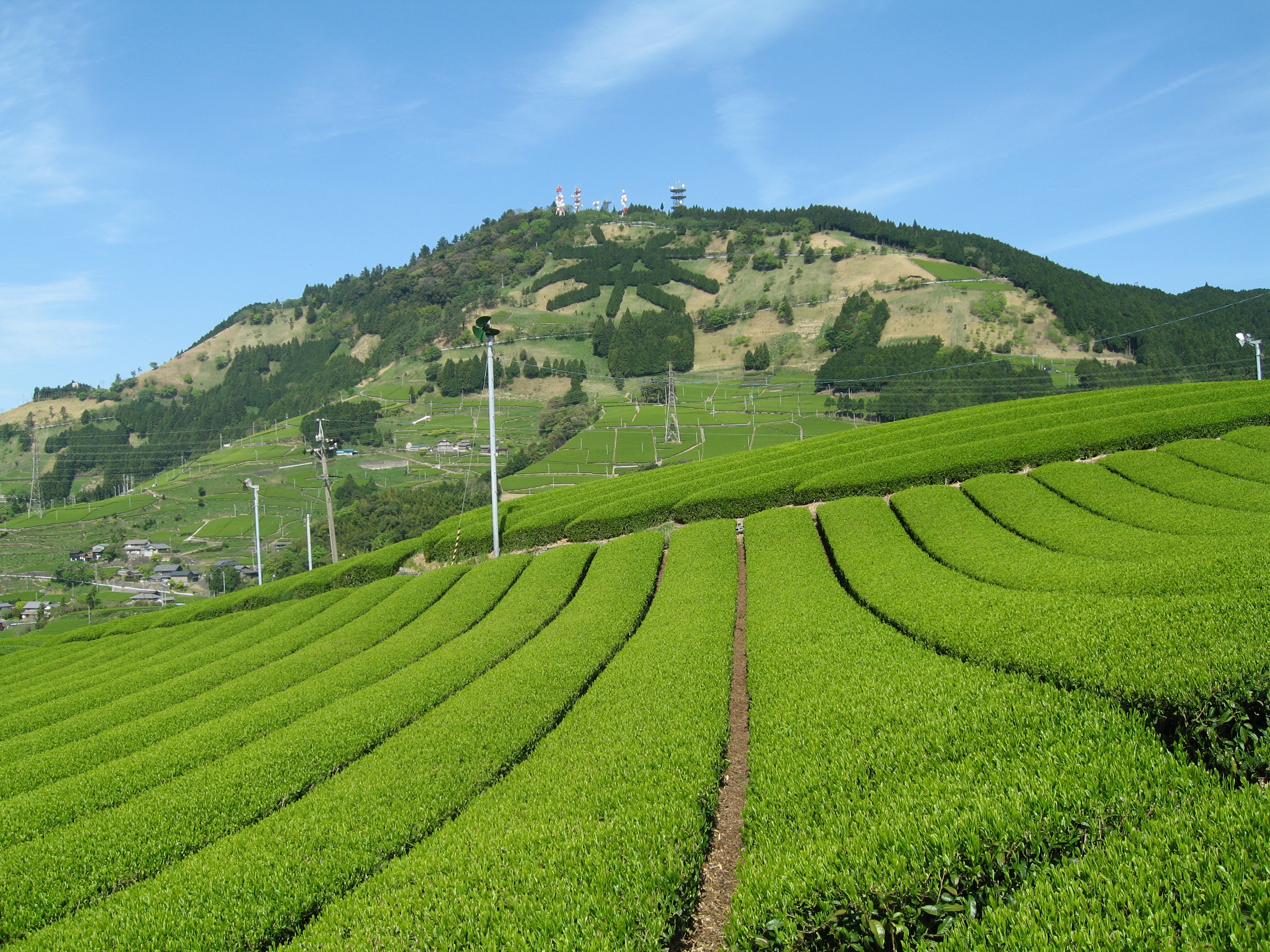
茶草場農法が導入されている茶園（2007年4月下旬、静岡県掛川市東山地区にて）

茶草場農法（ちゃぐさばのうほう 英: Traditional tea-grass integrated system）とは、秋から冬にかけて茶園周辺の採草地「茶草場」で刈り取った草をチャノキの根元や畝間に敷く伝統農法のこと。2013年5月30日、国連食糧農業機関（FAO）は、世界的に重要な地域として「静岡の伝統的な茶草場農法」を世界重要農業遺産システム（Globally Important Agricultural Heritage System; GIAHS、通称 世界農業遺産）に認定した。茶草場では多様な動物・植物の持続的な生存が期待される。

## 概要

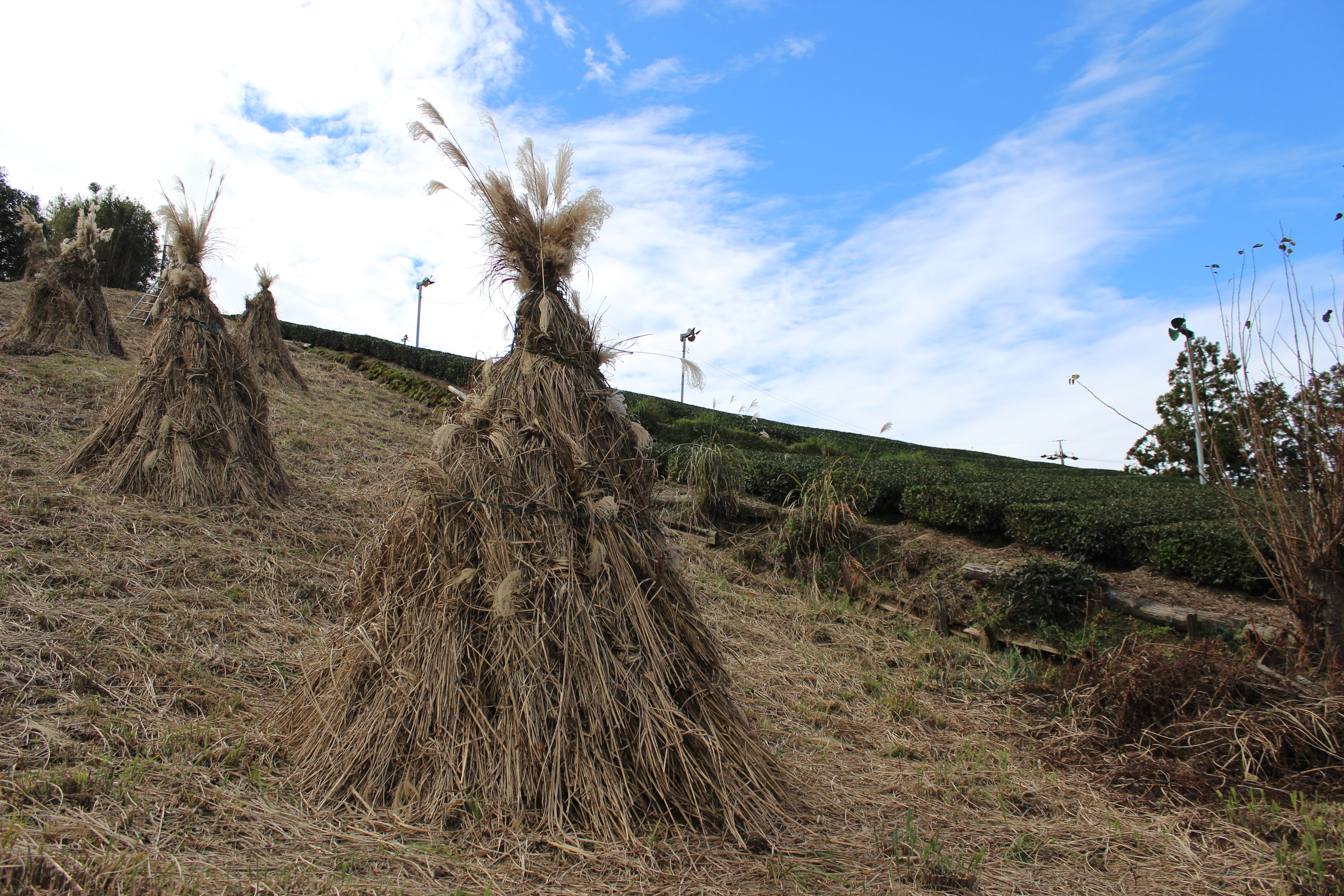
茶園の「かっぽし」（2019年12月中旬、静岡県掛川市東山地区にて）

ここでは、掛川、菊川、島田、牧之原各市と川根本町の4市1町の代表的な茶草場農法について記述する。
4市1町の茶草場面積は計297haと推計され、茶生産により維持される茶草場は、絶滅危惧種などが多く生育する貴重な半自然草地であることが明らかになりつつある。
東海地方の茶産地では、良質茶の栽培を目的として茶園にススキの敷草を施す農法が伝統的に行われており、茶草場における在来植物の多様性には、土地改変や管理履歴等の歴史性が強く影響を及ぼしていることが分かっている。茶園の敷草としては、ススキの他、ササ等が使われ、これらを定期的に刈り取ることにより、キキョウやノウルシ、カワラナデシコ、ツリガネニンジン、ササユリなどの絶滅危惧種や希少野生動植物種が、「茶草場」としての採草地で多様な動物・植物と共に生存可能であると考えられている。
茶草場農法を川根本町では、昔から「カッポシ（刈り干し）」などと呼び、行ってきた。
また、菊川市・牧之原市は茶を市の木に、掛川市はキキョウを市章のモチーフに用い、市の花にも制定している。

## 確認されている絶滅危惧種および希少種

### レッドデータブック(Red Data Book、RDB)
環境省第4次レッドリスト

#### 植物種
- フジタイゲキ：絶滅危惧II類(VU)
- キキョウ：絶滅危惧II類(VU)
- キンラン：絶滅危惧II類(VU)
- フジバカマ：絶滅危惧II類(VU)
- ノジトラノオ：絶滅危惧II類(VU)
- ノウルシ：準絶滅危惧種(NT)

### 地域指定希少動植物種

#### 植物種
- フジタイゲキ：静岡県絶滅危惧IB類(EN)、掛川市指定希少野生動植物種
- キキョウ:静岡県絶滅危惧II類（VU）、掛川市指定希少野生動植物種
- キンラン：静岡県準絶滅危惧種(NT)

#### 動物種
- カケガワフキバッタ：静岡県準絶滅危惧種(NT)、掛川市指定希少野生動植物種

## 対象地域とその面積
| 自治体   | 地区            | 面積  |
| -------- | --------------- | ----- |
| 掛川市   | 大野/東山地区   | 131ha |
| 菊川市   | 富田/倉沢地区   | 92ha  |
| 島田市   | 大代/神谷城地区 | 42ha  |
| 牧之原市 | 東萩間地区      | 22ha  |
| 川根本町 | 久保尾地区      | 10ha  |
| 合計     | 合計            | 297ha |

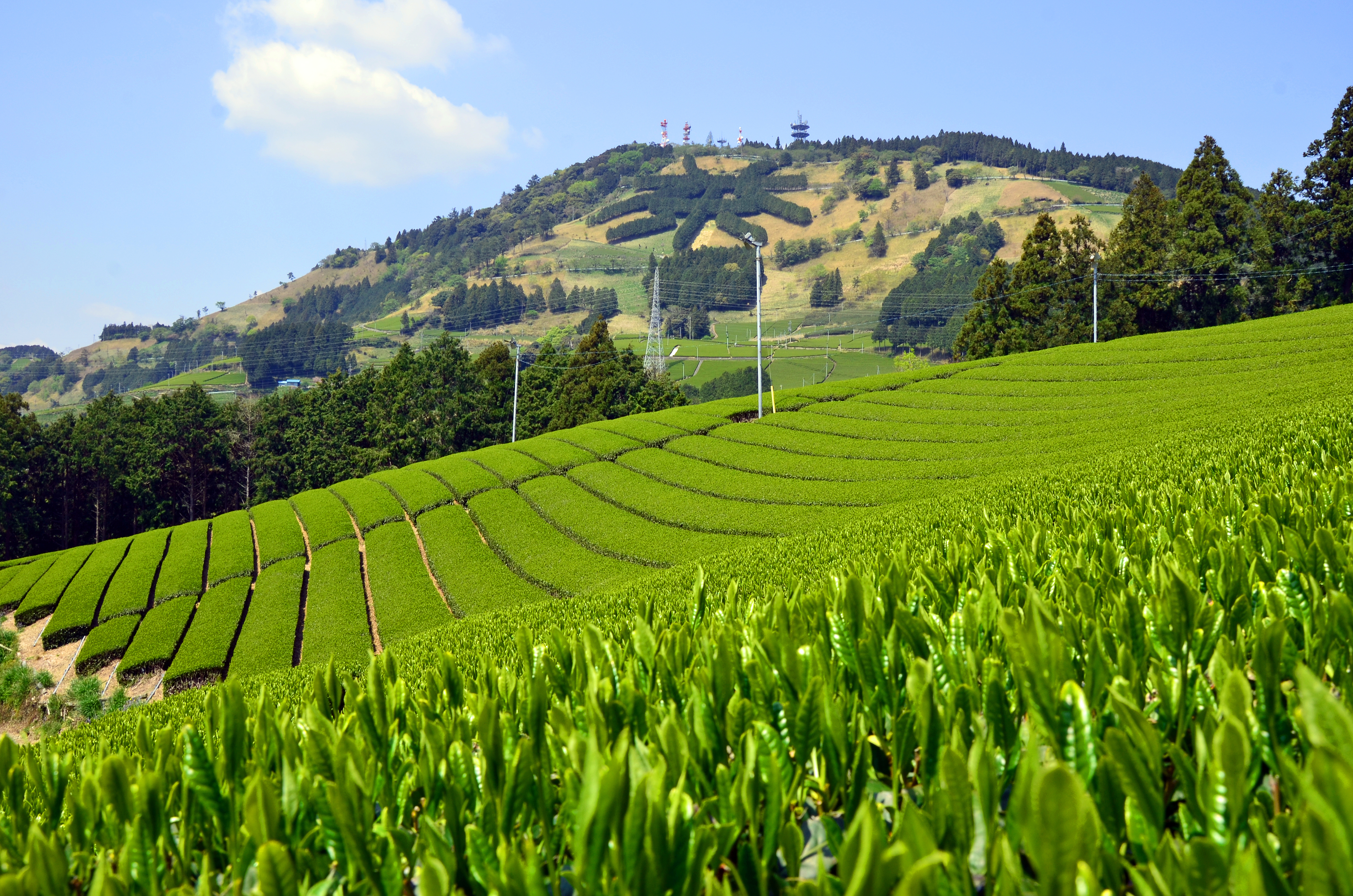
静岡県掛川市東山地区の茶園（2014年4月下旬）

モデルに選ばれた掛川市東山地区の茶園と茶草場の面積比は約100:65である。5市町推進協議会の諮問機関「認証制度検討委員会」では、茶園の総経営面積に対する茶草場面積の割合や、茶草の投入期間を定め、茶草場農法ブランドの確立に努めている(例:50%、3年以上)。

## 日本国内でのこの農法への取り組み

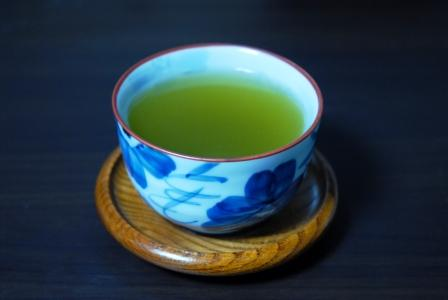
菊川茶で淹れた深蒸し茶。色は深緑色から黄土色で銘柄によって差がある

静岡県
ほぼ全域で実施している。静岡茶などの産地として知られる。
鹿児島県
ほぼ全域で実施している。鹿児島茶の産地として知られる。
三重県
1980～90年代まで実施していた。伊勢茶の産地として知られる。
京都府
1980～90年代まで実施していた。宇治茶の産地として知られる。
福岡県
1980～90年代半ば迄実施していた。八女茶の産地として知られる。
神奈川県
一部の農家で現在も実施している。
徳島県
一部の農家で現在も実施している。
沖縄県
一部の農家で現在も実施している。